# Les Pavillons français

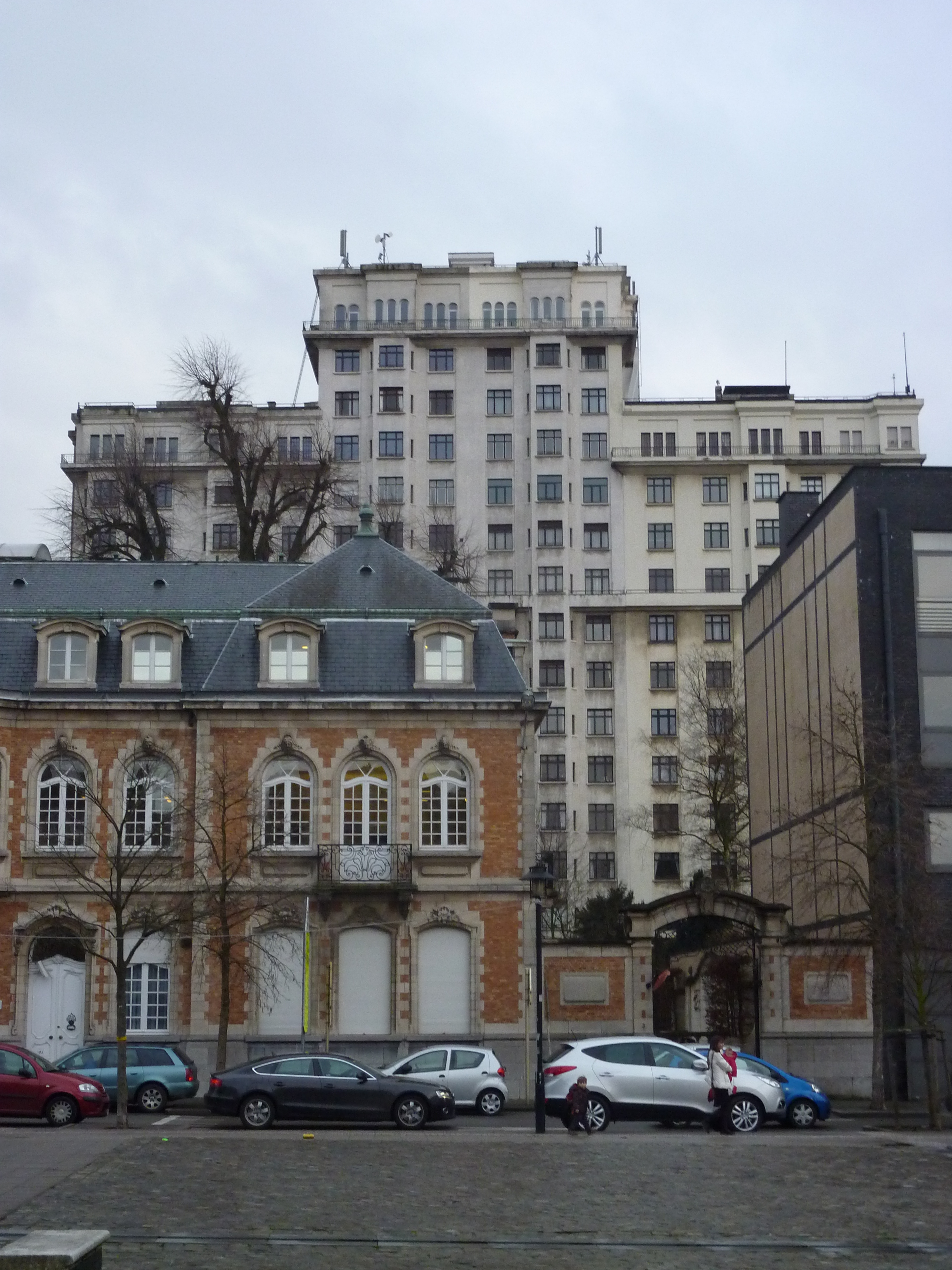
Schaarbeek - Les Pavillons français

Les Pavillions français is een flatgebouw aan de Notelaarstraat 282 in Schaarbeek, Brussel.
Het werd gebouwd van 1931 tot 1934 door Lucien Kaisin, gekend als bouwheer van het Résidence Palace, en diens zoon Gérard. De plannen waren van architect Marcel Peeters. Het art-deco-gebouw, dat als landmark uitsteekt boven Schaarbeek, beslaat 15 verdiepingen.
Sedert 19 april 2007 is het gebouw in zijn geheel geklasseerd.